# بابلو غونزاليس غارزا
بابلو غونزاليس غارزا (بالإسبانية: Pablo González Garza)‏ هو عسكري مكسيكي، ولد في 5 مايو 1879 في Lampazos, Nuevo León ‏ في المكسيك، وتوفي في 4 مارس 1950 في مونتيري في المكسيك.